# Ferrari FXX
Ferrari FXX je vysoce výkonný závodní vůz postavený na základě Ferrari Enzo. Nemá oprávnění jezdit po běžných silnicích.

## Technické údaje
- délka: 4702 mm
- šířka: 2035 mm
- výška: 1147 mm
- Motor: 6262 cm³
- Max. rychlost: 391 km/h
- 0-100 km/h: 2,5 s

## Přehled
FXX používá některé technologie vyvinuté z Ferrari Enzo a kombinuje je s některými novými. Za auto zákazníci zaplatili 2,7 milionů dolarů, ale řídit auto mohou pouze na speciální dráze ve dnech, které schválí Ferrari. Maserati vyvinulo podobné auto MC12 Corsa .
Ferrari postavilo 30 kusů FXX oproti 29, které byly původně v plánu. Všechny byly prodány předem vybraným Ferrari zákazníkům, s výjimkou jednoho, který byl udržen ve SpA Ferrari F1 Ferrari World. 30. vůz dostal Michael Schumacher, když v roce 2006 odešel z Formule 1. Schumacherovo FXX se liší od ostatních v tom, že je jediné černé FXX bez pruhu. Má červenou obrubu na kolech, matné koncovky výfuku a jeho osobní logo je vyšito na závodní sedačce. Modely se prodávají pouze v Evropě.
Nástupcem je Ferrari FXX-K, jenž je závodní verze nástupce Ferrari Enza, LaFerrari. Využívá systém KERS.